# Billy Butcher
William J. Butcher, o "Billy the Butcher", (Billy Carnicero en España), es un personaje de ficción y antihéroe en la serie de comics y Amazon Prime The Boys, creada por Garth Ennis y Darick Robertson. Es el líder de The Boys, un grupo de vigilantes patrocinados por la CIA (que consta de Hughie Campbell, Mother's Milk, Frenchie, y The Woman) que observan, registran y, a veces, liquidan a "Supers" (es decir, individuos "superpoderosos" o "sobrehumanos", que a menudo actúan como "superhéroes") creados artificialmente por la mega-conglomeración Vought-American. Él es el archienemigo de Homelander, a quien culpa por la violación y muerte de su esposa Becca, mientras que también desarrolla un odio intenso hacia todos los seres sobrehumanos.
Butcher es interpretado por Karl Urban en la adaptación a serie de televisión web de Amazon Prime Video y su spin-off, Luca Villacis y Josh Zaharia lo interpretan como un joven en la tercera temporada, y Jeffrey Dean Morgan interpreta su yo interior en la cuarta temporada (como Joe Kessler). Butcher también tiene la voz de Jason Isaacs y Kay Eluvian en animación.

## Apariciones

### Serie de televisión

#### The Boys(2019-presente)
En la adaptación de la serie de televisión web The Boys, Karl Urban interpreta al personaje. A diferencia de la serie de cómics, Butcher tiene barba, aunque estaba bien afeitado hasta que su esposa desapareció, presuntamente muerta, y Butcher creyó erróneamente que Homelander la mató, mientras buscaba acabar con Vought International en su conjunto como resultado.

##### Primera temporada (2019)
En la primera temporada, Billy es visto por primera vez en "Las reglas del juego", cuando se dirige a la tienda donde trabaja Hughie Campbell y (bajo la apariencia de ser un agente del FBI) le ofrece la oportunidad de vengarse de Vought International y sus superhéroes "Supe" después de que la novia del primero fuera asesinada accidentalmente por el Supe conocido como A-Train. Aunque al principio se muestra reacio, Hughie finalmente acepta y Billy lo lleva a un lugar secreto donde Billy le cuenta sobre The Boys.
Después de convencerlo un poco, Billy finalmente logra que Hughie se una a su causa y lo lleva a la sede de Vought al día siguiente con el pretexto de obtener una disculpa de A-Train cuando en realidad estaba colocando un dispositivo de escucha en la sala de conferencias del principal equipo de superhéroes de Vought, los Siete. Desafortunadamente, Hughie es atrapado en el acto por el Supe Translucido, quien lo sigue de regreso a la tienda e intenta matarlo, solo para que Butcher salve a Hughie, lo incapacita y luego secuestra a Translucido. Sin ningún lugar adonde ir, busca la ayuda de un viejo amigo Frenchie. Al principio, Frenchie está enojado porque Butcher ha acudido a él, sin embargo, los dos se reconcilian y terminan encontrando una manera de matar a Translucent; Sin embargo, Hughie es quien termina apretando el gatillo.
Poco después de la muerte de Translucent, Butcher se acerca a otro viejo amigo, Mother's Milk "MM", pidiéndole que se una a The Boys nuevamente. MM inicialmente se niega, sin embargo, Billy lo convence de regresar. No mucho después, en "La Mujer de la Especie", Los Niños encuentran a La Mujer en un sótano, habiendo sido objeto de inyecciones del Compuesto V durante un tiempo. Finalmente es aceptada en The Boys a pesar de que Butcher cree que inicialmente es peligrosa.
El odio de Billy hacia los Supes ha sido alimentado por su odio personal hacia Homelander, líder de Los Siete, tras la supuesta muerte de su esposa Becca Butcher. Poco después de la desaparición de su esposa, Grace Mallory se acercó a Butcher y le mostró imágenes de CCTV de su esposa y Homelander juntos en la Torre de los Siete. Billy creía que Homelander fue la razón por la que desapareció, suponiendo que él la mató, alimentando una vendetta personal que duraría los siguientes ocho años.
Sin que Billy lo supiera, Becca había sido puesta bajo protección de testigos por Vought International después de haber estado embarazada y haber dado a luz al hijo de Homelander, un niño con habilidades mejoradas, incluida la visión de calor de Homelander. En "Me encontraste", Homelander lleva a Butcher a ver a Becca por primera vez desde su desaparición.

##### Segunda temporada (2020)
En la segunda temporada, después de los eventos de Butcher, Billy se reúne con The Boys En "Sobre la colina con las espadas de mil hombres", roba un yate y hace un trato con Mallory para transportar a Kenji a un punto de encuentro. A cambio, Grace le dará la ubicación de Becca a Butcher. Mientras The Boys transportan a Kenji, la tensión aumenta entre Butcher y Hughie cuando Hughie golpea a Butcher por golpearlo la última vez. Además, cuando The Boys ven un artículo de noticias sobre la exposición del Compuesto V al público, todos los miembros excepto Butcher felicitan a Hughie. The Boys son interceptados por un helicóptero de la policía y les dicen que están detenidos por robar el yate. Kenji se libera de sus ataduras e intenta atacar a Butcher y MM. Kimiko lo empuja y, en cambio, derriba el helicóptero con su ataque telequinético. Las cosas se intensifican cuando el yate es atacado por Profundo, lo que obliga a The Boys a transportar a Kenji usando una lancha rápida de repuesto. Mientras corren hacia la costa, su camino es bloqueado por una ballena, por lo que Butcher la atraviesa. Decidido a seguir moviéndose, Butcher ordena a The Boys que escapen por un desagüe pluvial. Los Siete llegan y Butcher distrae a Homelander el tiempo suficiente para que Kenji lo entierre entre los escombros. The Boys no logran recuperar a Kenji y transportarlo, ya que Kenji es asesinado por Stormfront.
Butcher se encuentra con Grace en un santuario en memoria de los 59 inquilinos de apartamentos que fueron asesinados por Stormfront. Ella le explica a Butcher que tiene un sueño recurrente: está en el escenario del Carnegie Hall y todos los que fueron asesinados por un Supe están entre el público mirándola. Luego le da a Butcher información sobre un testigo que sabe sobre Liberty y le dice que se la dé a Mother's Milk. También proporciona la ubicación de Becca a Butcher. Confundido, Butcher pregunta por qué dárselo si no pudo entregar al terrorista. Mallory se disculpa con Butcher, y lamenta haber sido la razón por la que Butcher dejó de buscar a Becca y lo reemplazó con una venganza contra Homelander. Grace expresa que le gustaría tener "un miembro menos de la audiencia mirándola".
Butcher usa la información para encontrar las instalaciones en las que vive Becca. Los dos tienen relaciones sexuales y se ponen al día después de estar separados durante 8 años. Butcher razona que tienen que escapar, pero Becca se muestra reacia a irse. Ella razona que pase lo que pase, Butcher encontrará alguna manera de deshacerse de Ryan. Butcher intenta convencerla de que quiere ayudar a criar a Ryan, pero Becca le explica que conoce la verdadera naturaleza de Butcher, que él estaba destrozado antes de que ella entrara en su vida. Las suposiciones de Becca salen a la luz cuando Butcher admite haber llamado a Ryan un súper bicho raro y dice que deberían entregárselo a Vought para que los dos puedan escapar y vivir escondidos. Becca se niega, afirmando que necesita estar ahí para Ryan; de lo contrario, Vought solo recreará a Homelander. Butcher intenta suplicarle, pero Becca se sube a su coche. Butcher intenta detenerla, pero ella activa una alarma y le advierte que se vaya. Butcher se marcha, decepcionado por lo que se ha convertido su esposa.
Cuando le quitan el chip rastreador a Starlight, la llevan al escondite de The Boys, donde se encuentra con Butcher. Annie todavía está enojada con Butcher por dispararle, mientras Butcher descarta su enojo y se concentra en la información que tiene entre manos. Los chicos investigan el Centro Sage Grove. Butcher, Hughie y Starlight esperan afuera de las instalaciones para brindar un escape a Frenchie, Mother's Milk y Kimiko mientras se infiltran en las instalaciones. Starlight hace entrada mientras Butcher apunta con su rifle a su cabeza, debatiendo si disparar. Él decide no hacerlo. Cuando Starlight regresa y le ofrece una mano a Butcher, él la rechaza. Enfurecida por la actitud distante de Butcher y su repetido comportamiento grosero, Annie lo confronta. Ella incita la discusión comparando a Butcher con Homelander. Son interrumpidos por la llegada de Stormfront. Una vez que Stormfront se va, ordenan a los demás miembros que se retiren. Sin que ellos lo supieran, la instalación se cerró y los prisioneros escaparon. Uno de los pacientes se encuentra con Butcher y Starlight y les ruega que no le hagan daño. Los dos intentan calmar al hombre, pero él libera una onda de choque EMP, derribándolos y haciendo que la camioneta con Hughie adentro se voltee. Butcher mata al paciente y los dos controlan a Hughie, que tiene metralla en el estómago. Billy y Annie abandonan las instalaciones para buscar ayuda médica para él, dejando que los demás se las arreglen solos.
Annie detiene un coche y le ruega al conductor que los ayude. El conductor nota el arma de Butcher y, a su vez, saca un arma y los amenaza, creyendo que están tratando de robarle. Annie extrae energía del coche del hombre y lo golpea con una ráfaga de energía. Dejan el cuerpo del hombre y se marchan. Annie confiesa que se ha vuelto insensible a que los civiles resulten heridos, ganándose el respeto silencioso de Butcher. Los dos llevan a Hughie a un hospital y lo cuidan, luego se unen sobre lo mucho que saben sobre Hughie, y ambos piensan que es demasiado bueno para ellos.
Uno de los pandilleros llama a Butcher y le informa que tienen una visita. Butcher sube a la cima para ver que Becca lo ha localizado. Billy la abraza y ella le dice que la ayude porque Homelander se llevó a Ryan. Billy y The Boys planean cómo acabar con cada miembro de The Seven. Sin embargo, a espaldas de Becca, Butcher organiza una reunión secreta con Stan Edgar.
Butcher se reúne con Edgar para hablar sobre Ryan. Butcher explica que sabe que Ryan es el plan de contingencia de Vought en caso de que Homelander se pase de la raya y que ese "plan" fracasará si Ryan se une a Homelander. Butcher luego ofrece su ayuda para resolver ese problema. Edgar pregunta por qué Butcher pensaría que traicionaría intencionalmente a su "amigo". Butcher dice que sabe que Edgar es despiadado porque sabe que Vought convierte a alguien como Stormfront en uno de los superhéroes más queridos de Estados Unidos. Edgar justifica sus acciones como un progreso empresarial porque Stormfront ayudó a mejorar los precios de sus acciones. Butcher luego le recuerda a Edgar que Stormfront debería molestarlo por razones obvias, a lo que Edgar le revela que ella sí lo preocupa, pero él elige no concentrarse en lo que quiere. Butcher se ofrece a alejar a Ryan de Homelander, luego llamará a Vought y hará que aseguren a Ryan. A cambio, Vought hará un mejor trabajo al ocultarlo. Edgar acepta y promete reubicar a Becca y Ryan en un lugar seguro, pero Butcher se niega y dice que Becca se queda con él. Edgar pregunta si Becca intenta encontrar a su hijo. Butcher le dice que le diga que es la única manera de mantener a Ryan a salvo de Homelander. Butcher extiende su mano y hace un trato, porque Vought le dirá dónde están y que protegerá al niño. Édgar está de acuerdo.
En el momento en que Homelander sale de la cabaña para seguir la distracción de Frenchie, Billy y Becca entran para asegurar a Ryan. Lo escoltan hasta el hangar donde se esconden los chicos. Billy luego cambia el plan y ordena a M.M que escolte a Becca y Ryan fuera de la pelea antes de que suceda. Becca se niega y le pregunta por qué el plan tiene que cambiar. Billy revela que hizo un trato en secreto con Stan Edgar para entregar a Ryan y, a cambio, él y Becca pueden vivir juntos nuevamente. Becca acepta y se va de mala gana con M.M, pero su coche es interceptado por la llegada de Stormfront. Billy corre hacia el auto y los ayuda. Billy le ordena a M.M que se quede con el resto de The Boys y distraiga a Stormfront mientras él escolta en secreto a Becca y Ryan.
Stormfront los rastrea y exige a Ryan. Billy se niega, por lo que Stormfront lo neutraliza con su rayo de plasma. Enfurecido cuando Becca le apuñala el ojo, Stormfront la estrangula. Billy se recupera e intenta detener a Stormfront disparándole y golpeándola con una palanca, pero eso ni siquiera perturba a Stormfront. Ryan se asusta y usa su visión láser. Cuando Butcher se despierta del ataque, se da cuenta de que Stormfront está mutilado, Ryan llora mientras se disculpa y Becca está mortalmente herida. Becca exige que le asegure a Ryan que esto no fue su culpa y que le prometa mantener a Ryan a salvo antes de que ella muera. Cuando Homelander llega para llevarse a Ryan, Butcher se niega y dice que se lo prometió a Becca. Mantiene a Ryan bajo su protección y se lo entrega a Grace Mallory y la CIA, quienes lo mantendrán en un lugar seguro.

#### Gen V(2023)
Billy Butcher aparece al final de la primera temporada de Gen V en una escena a mitad de créditos. Se le ve moviéndose a través de las ruinas del "Bosque" durante su investigación.

## Poderes y habilidades
Billy Butcher es un ex SAS operativo de las fuerzas especiales en buena forma física, posteriormente empleado por la CIA, y no posee superpoderes o habilidades extraordinarias, a menos que se le inyecte una inyección del medicamento de mejora Compuesto V. Cada dosis aplicada a Billy y otros miembros de The Boys vale 19 mil millones de dólares, lo que le permite a Butcher niveles sobrehumanos de fuerza y durabilidad, lo que le permite herir y matar casualmente también a humanos normales como a "Supers". A pesar de esta fuerza, en los cómics, Butcher suele estar equipado con un pie de cabra.
En la serie de televisión, a Butcher y a los demás miembros de The Boys (además de la Mujer) no se les inyecta el Compuesto V y, por lo tanto, no tienen habilidades sobrehumanas. En la tercera temporada, Butcher adquiere V24, una variante inestable del Compuesto V que otorga superpoderes durante veinticuatro horas. Cuando se le inyecta V24, Butcher obtiene fuerza, velocidad, durabilidad y resistencia sobrehumanas, junto con una visión de calor de color dorado.

## Desarrollo
Billy Butcher fue diseñado como una parodia de Punisher, un personaje que el creador de la serie Garth Ennis había escrito durante nueve años, antes de crear "The Boys". Ambos personajes son hombres de familia que se convierten en vigilantes violentos y desquiciados que permiten que su constante sed de venganza se apodere de ellos por completo. El personaje fue originalmente propiedad de DC Comics para su primer volumen hasta que los derechos fueron revertidos a Dynamite Entertainment.
Siguiendo el arco de la historia donde se abordan los problemas de los superhéroes corruptos y Homelander y los Siete son derrotados, Billy traiciona y asesina a los otros miembros de The Boys y los mata para eliminar a todos los Supes del mundo, estableciéndolo como el antagonista final de la serie. Hughie Campbell, enfurecido por este acto de traición, mata a Billy con un fragmento de vidrio. A pesar de morir, Billy elogia a Hughie y muere con una sonrisa en el rostro, y Hughie le dice a Annie que Butcher probablemente esté peleando en el infierno.